# Municipio Chínipas
Koordinaten: 27° 24′ N, 108° 33′ W
Chínipas ist ein Municipio mit etwa 8.400 Einwohnern im mexikanischen Bundesstaat Chihuahua. Das Municipio hat eine Fläche von 1993,1 km². Verwaltungssitz und größter Ort des Municipios ist Chínipas de Almada.

## Geographie
Das Municipio Chínipas liegt im Südwesten des Bundesstaats Chihuahua auf einer Höhe zwischen 200 m und 2400 m. Das Municipios zählt zur Gänze zur physiographischen Provinz der Sierra Madre Occidental und liegt zu 88 % in der hydrographischen Region Sinaloa sowie zu 12 % in der Region Sonora Sur. Die Geologie des Municipios wird zu 88 % von rhyolithischem Tuff bestimmt bei 4 % Kalkstein, 3 % Granodiorit und 2 % Sandstein-Konglomerat; vorherrschende Bodentypen im Municipio sind der Phaeozem (38 %), Leptosol (20 %), Cambisol (18 %), Regosol (17 %) und Luvisol (7 %). 89 % der Gemeindefläche sind bewaldet, 10 % dienen als Weideland.
Das Municipio grenzt an die Municipios Guazapares und Uruachi sowie an die Bundesstaaten Sonora und Sinaloa.

## Bevölkerung
Beim Zensus 2010 wurden im Municipio 8441 Menschen in 1932 Wohneinheiten gezählt. Davon wurden 982 Personen als Sprecher einer indigenen Sprache registriert, darunter 641 Sprecher der Tarahumara-Sprache und 277 Sprecher des Guarijío. Etwa 13,5 Prozent der Bevölkerung waren Analphabeten. 2549 Einwohner wurden als Erwerbspersonen registriert, wovon 91 % Männer bzw. 10 % arbeitslos waren. 36 Prozent der Bevölkerung lebten in extremer Armut.

## Orte
Das Municipio Chínipas umfasst 165 bewohnte localidades, von denen lediglich der Hauptort vom INEGI als urban klassifiziert ist. 14 Orte wiesen beim Zensus 2010 eine Einwohnerzahl von über 100 auf. Die größten Orte sind:
| Ort                                 | Einwohner |
| Chínipas de Almada                  | 1934      |
| Milpillas                           | 1025      |
| Ignacio Valenzuela Lagarda (Loreto) | 0581      |
| Palmarejo                           | 0425      |